# 음력 12월 12일
음력 12월 12일은 음력 12월의 12번째 날이다.

## 사건
- 935년 - 신라 경순왕 퇴위. 신라 멸망.

## 문화
- 1995년 - 서태지와 아이들 해체.

## 탄생
- 1991년 - 대한민국의 코미디언 이은지.
- 1992년 - 대한민국의 배우 조윤서.
- 1996년 - 대한민국의 모델, 배우 이호정.

## 같이 보기
- 음력 360일: 1월 2월 3월 4월 5월 6월 7월 8월 9월 10월 11월 12월
- 전날:12월 11일 다음날:12월 13일 - 전달:11월 12일 다음달:1월 12일
- 양력:12월 12일
- 음력, 윤달